# Born to Dance
Born to Dance es una película musical dirigida por Roy Del Ruth en 1936, con Eleanor Powell y James Stewart como actores principales.
La película es especialmente recordada por incluir la canción I've Got You Under My Skin de Cole Porter, que fue nominada al premio Óscar a la mejor canción original, premio que finalmente le fue otorgado a la canción The Way You Look Tonight que cantaba Fred Astaire en la película Swing Time.
Gracias a este filme saltó a la fama la actriz y bailarina Eleanor Powell, que a partir de este momento tendría una exitosa carrera en Broadway.